# Boe and Quilla District
Boe and Quilla District är ett distrikt i Liberia.   Det ligger i regionen Nimba County, i den centrala delen av landet, 240 km öster om huvudstaden Monrovia.